# Batu Bandung (Pino)
Batu Bandung is een bestuurslaag in het regentschap Bengkulu Selatan van de provincie Bengkulu, Indonesië. Batu Bandung telt 493 inwoners (volkstelling 2010).